# کفر موسی، ادلب
کفر موسی (به عربی: کفر موسی) یک روستا در سوریه است که در ناحیه کفرنبل واقع شده‌است. کفر موسی ۸۳۰ نفر جمعیت دارد.